# Subbastidor

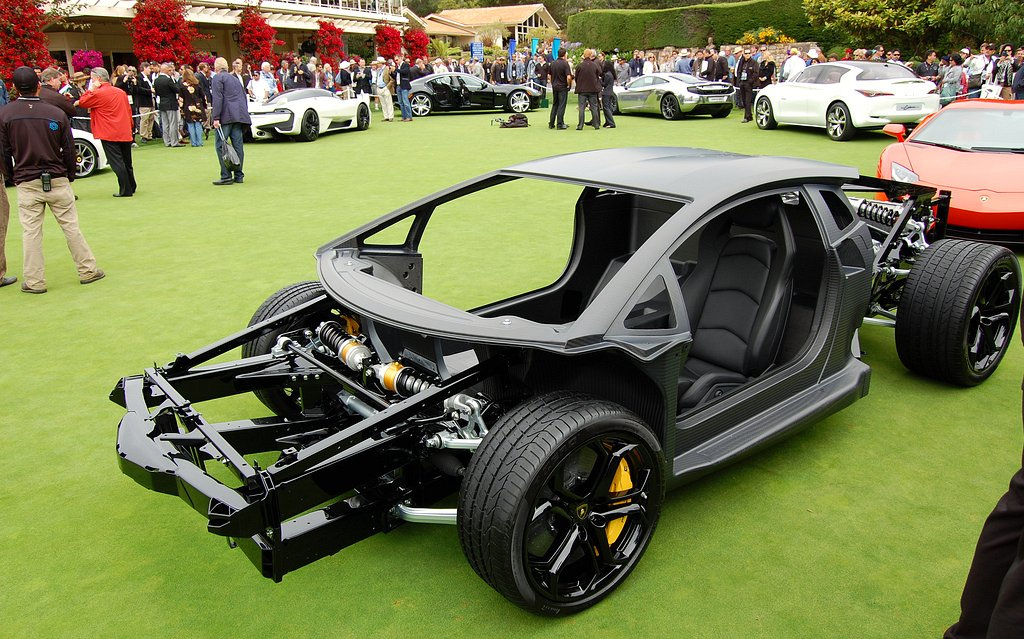
El Lamborghini Aventador posee un chasis monocasco central de fibra de carbono, con subchasis de acero delantero y trasero donde se monta la mecánica

Un subbastidor o bastidor auxiliar es un componente estructural de un vehículo, como un automóvil o una aeronave, que usa una estructura separada y localizada dentro de un chasis o carrocería monocasco más grande, con el fin de alojar ciertos componentes, como el motor, el tren motriz o la suspensión. Normalmente, está unido al bastidor del vehículo mediante tornillos y/o soldaduras. Cuando está atornillado, a veces está equipado con apoyos elestoméricos o resortes para amortiguar las vibraciones.

## Historia
El revolucionario monocasco con motor transversal y tracción delantera de 1959, el Mini (que se convirtió en un estándar para los automóviles modernos con tracción delantera), utilizaba bastidores auxiliares delanteros y traseros para proporcionar un control preciso de las ruedas tractoras mientras usaba una carrocería rígida y liviana.
El Jaguar E-Type o XKE de 1961 utilizaba un bastidor auxiliar delantero tubular formando una malla espacial para montar la caja de cambios del motor y el largo capó, utilizando un compartimento de pasajeros monocasco con forma de "bañera".
El bastidor auxiliar tuvo una presencia continua en las carrocerías desarrolladas sobre la Plataforma X y la Plataforma F de General Motors de las décadas de 1960 y 1970; y en las camionetas diseñadas sobre la plataforma M entre 1985 y 2005 (Astro, Safari).

## Características

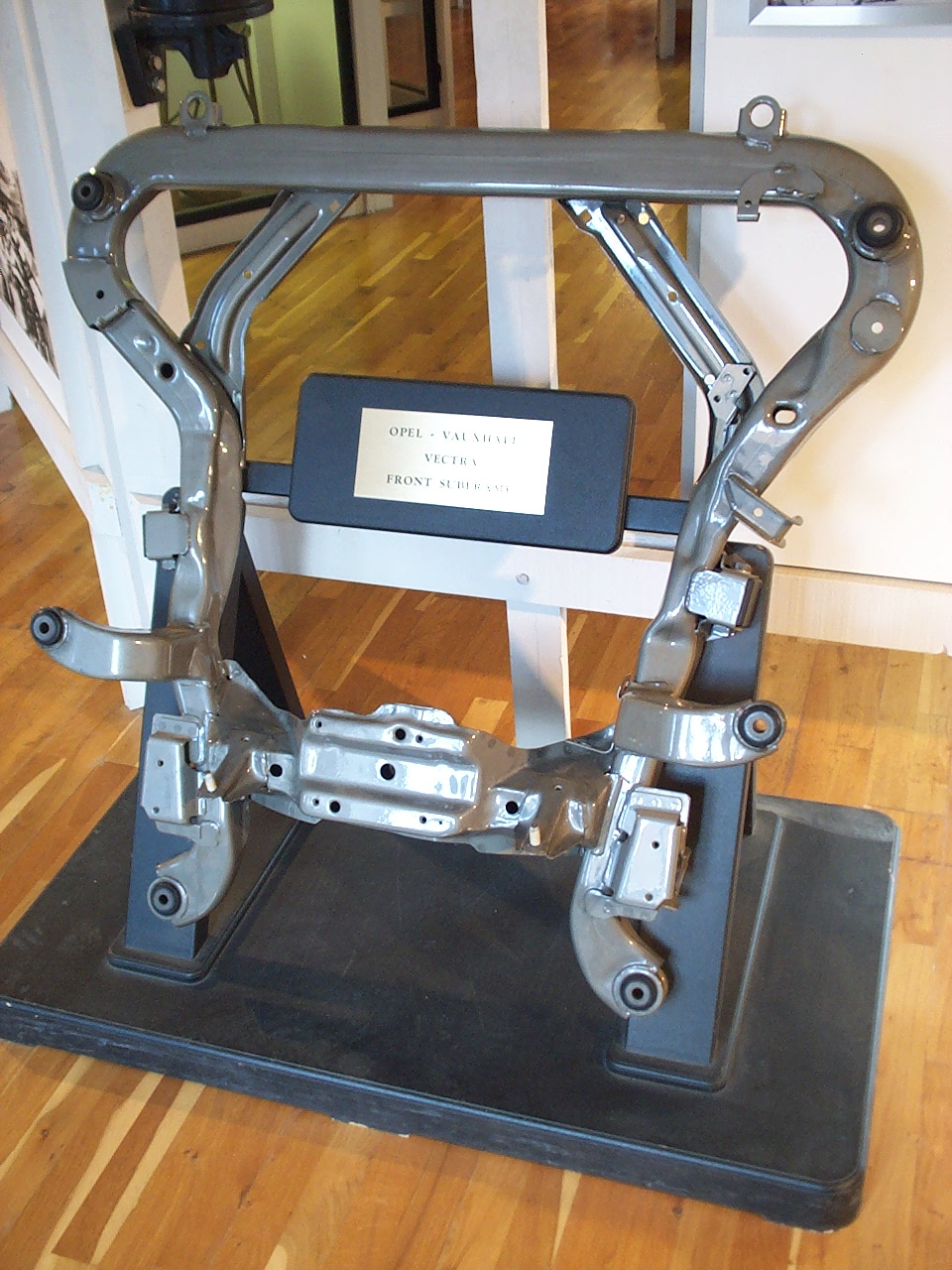
Bastidor auxiliar de un Vauxhall Vectra en el Museo Bedford

Los objetivos principales de la utilización de un bastidor auxiliar son distribuir las cargas elevadas que debe soportar el chasis sobre una amplia zona de chapa metálica relativamente delgada de una carrocería monocasco, y permitir aislar el resto de la carrocería de las vibraciones y de tensiones mecánicas bruscas. Por ejemplo, en un automóvil con su tren de potencia alojado en un bastidor auxiliar, las fuerzas generadas por el motor y la transmisión pueden amortiguarse lo suficiente como para no molestar a los pasajeros. Como un desarrollo natural de un automóvil con un chasis completo, los bastidores secundarios delanteros y traseros separados se utilizan en vehículos modernos para reducir el peso y el costo total. Además, un bastidor auxiliar aporta beneficios a la producción en el sentido de que es posible fabricar subconjuntos que se pueden introducir en la carrocería principal cuando sea necesario en una línea automatizada.
Generalmente hay tres formas básicas de subestructura:
1. Un tipo de "eje" simple, que generalmente incluye los brazos de control inferiores y la cremallera de la dirección.
2. Un bastidor perimetral que soporta los componentes anteriores y que además soporta el motor.
3. Un bastidor perimetral que incluye los componentes anteriores y que además soporta el motor, la transmisión y posiblemente la suspensión total (como se usa en los coches con tracción delantera)

Una subestructura generalmente está hecha de paneles de acero prensado, que son mucho más gruesos que los paneles de la carrocería, que son soldados o cosidos con puntos de soldadura. También se pueden utilizar tubos hidroconformados.
Los bastidores secundarios son propensos a la desalineación, lo que puede provocar vibraciones y problemas de alineación en los componentes de la suspensión y la dirección. La desalineación es causada por la holgura existente entre los pernos de montaje del chasis-subchasis y los orificios previstos para el montaje. Hay una serie de empresas en el mercado de repuestos automotrices que ofrecen soluciones para el problema del desplazamiento y la desalineación del bastidor auxiliar, como TyrolSport de EE. UU. y Spoon Sports de Japón.